# Gare de Loèche
La gare de Loèche (ou Leuk en allemand) est une gare ferroviaire située sur le territoire de la commune suisse de Loèche dans le canton du Valais.

## Situation ferroviaire
Établie à 623,3 mètres d'altitude, la gare de Loèche est située au point kilométrique 117,53 de la ligne du Simplon.
Elle est dotée de deux voies entourées par deux quais latéraux.

## Histoire
La gare de Loèche a été mise en service en 1877 en même temps que l'ouverture par la Compagnie de la ligne du Simplon du tronçon Sierre - Loèche de la ligne du Simplon, prolongé l'année suivante jusqu'à Brigue,.
Un nouveau bâtiment voyageurs a été achevé et mis en service en 2006.

## Service des voyageurs

### Accueil
Gare des CFF, elle dispose d'un vaste bâtiment voyageurs ainsi que de distributeurs automatiques pour l'achat de titres de transport. Devant la gare se situe un parc relais de 132 places,.

### Desserte

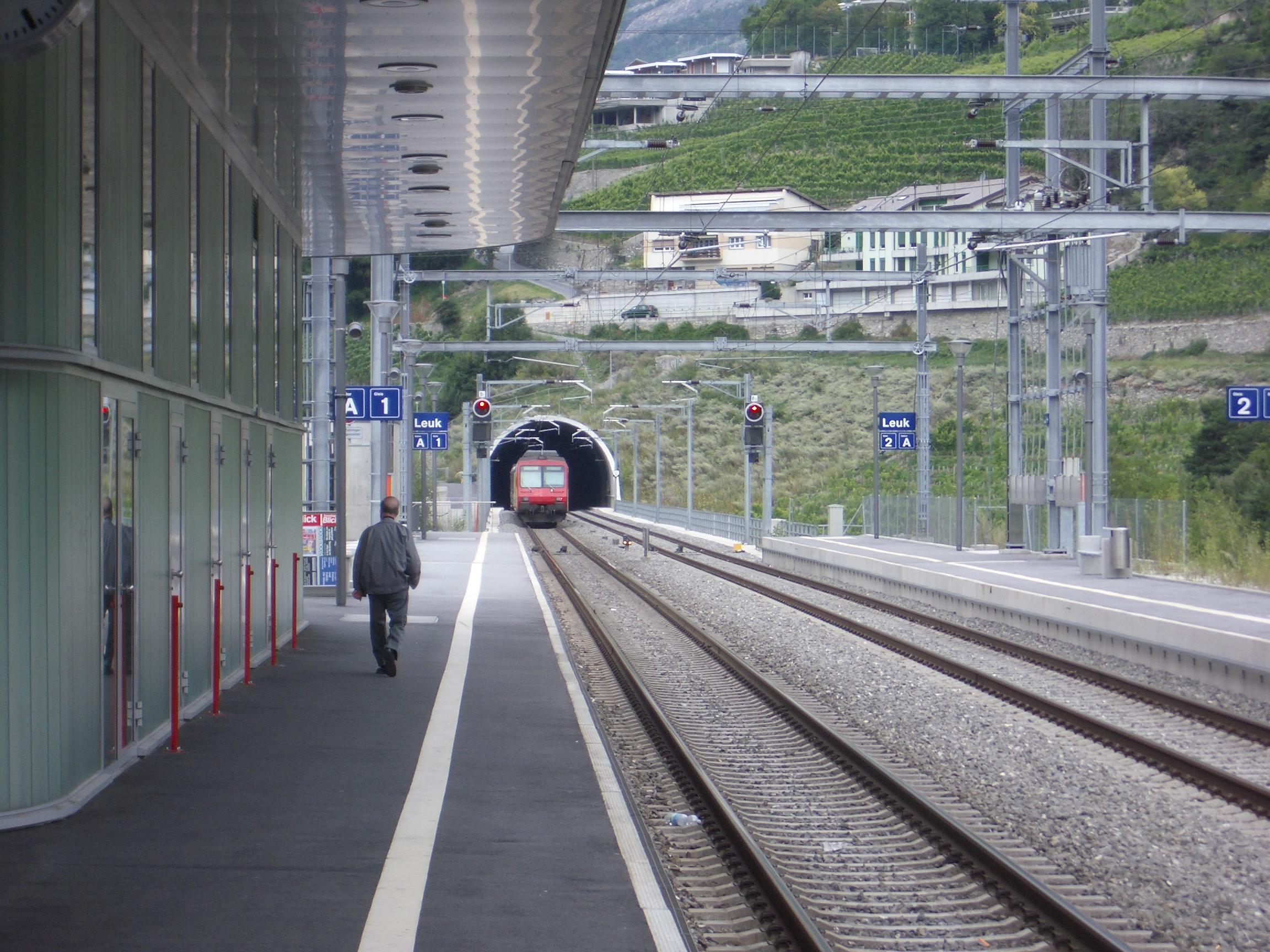
Quais de la gare de Loèche vus en direction à Sierre avec une automotrice Domino.

En termes de trafic national, la gare de Viège voit circuler un 90 par heure et par sens reliant l'aéroport international de Genève à Brigue.
- 90 Genève-Aéroport – Genève-Cornavin – Lausanne – Vevey – Montreux – Aigle – Saint-Maurice – Martigny – Sion – Sierre – Viège – Brigue

La gare fait partie du RER Valais, assurant des liaisons rapides à fréquence élevée dans l'ensemble du canton de Valais assurées par RegionAlps. Elle est desservie une fois par heure de Brigue à Saint-Gingolph et une deuxième fois par heure du lundi au vendredi de Brigue à Monthey.
- R : (Saint-Gingolph - Le Bouveret -) Monthey - Saint-Maurice - Martigny - Sion - Sierre - Loèche - Viège - Brigue (omnibus)

### Intermodalité
La gare de Loèche est desservie par des lignes interurbaines exploitées par Auto Leuk-Leukerbad dont la no 471 vers Loèche-les-Bains, 472 vers Arbignon, 473 vers Guttet, 474 vers Erschmatt et 475 vers Agarn et Varonne.